# جان بولر
جان بولر (انگلیسی: Jan Boller؛ زادهٔ ۱۴ مارس ۲۰۰۰) بازیکن فوتبال اهل آلمان است.
از باشگاه‌هایی که در آن بازی کرده‌است می‌توان به باشگاه فوتبال بایر ۰۴ لورکوزن اشاره کرد.
وی همچنین در تیم‌های ملی فوتبال Germany national under-16 football team، جوانان آلمان، و جوانان آلمان بازی کرده‌است.